# Долвинг
Долвинг (фр. Dolving) насеље је и општина у североисточној Француској у региону Лорена, у департману Мозел која припада префектури Сарбур.
По подацима из 2011. године у општини је живело 394 становника, а густина насељености је износила 59,16 становника/km². Општина се простире на површини од 6,66 km². Налази се на средњој надморској висини од 300 метара (максималној 313 m, а минималној 237 m).

## Демографија
| 1962. | 1968. | 1975. | 1982. | 1990. | 1999. | 2011. |
| ----- | ----- | ----- | ----- | ----- | ----- | ----- |
| 307   | 316   | 317   | 364   | 339   | 328   | 394   |

График промене броја становника у току последњих година